# アンドリュー・クオモ
アンドリュー・マーク・クオモ（英語: Andrew Mark Cuomo [ˈkwoʊmoʊ]、イタリア語: [ˈkwɔːmo]、1957年12月6日 - ）は、アメリカ合衆国の政治家、作家、弁護士。第56代ニューヨーク州知事を務めた。民主党所属。父親はニューヨーク州知事を3期務めたマリオ・クオモ。

## 概要
ニューヨーク市クイーンズ生まれ。その後フォーダム大学とユニオン大学アルバニー法科大学院を卒業。父親の選挙管理者としてキャリアをスタートさせ、その後ニューヨーク市の地方検事補を経て、私立の法律事務所に入る。彼はハウジング・エンタープライズ・フォー・ザ・レス・プリヴィレジド (HELP USA)を設立し、1990年から1993年までニューヨーク市ホームレス委員会の委員長に任命された。
1993年から1997年まで、住宅都市開発省の地域計画・開発担当次官補を務めた。1997年から2001年までビル・クリントン政権で、第11代住宅都市開発長官を務め、2006年にニューヨーク州の司法長官に選出された。クオモは2010年のニューヨーク州知事選挙で勝利してニューヨーク州知事に就任し、リベラル派の挑戦者ゼファー・ティーチアウト（2014年）とシンシア・ニクソン（2018年）を相手に予備選挙を制した後、2度の再選を果たしている。
州知事時代はニューヨークでの同性婚を導入した2011年の結婚平等法と、医療用大麻を合法化した2014年のコンパッションケア法の可決を監督した。サンディフック小学校銃乱射事件と2012年のウェブスター銃乱射事件を受けて、クオモは2013年にアメリカで最も厳格な銃規制法であるNY SAFE法に署名した。彼は、パリ協定の条件に従うことで気候変動との戦いにコミットする州のグループである米国気候同盟を共同設立した。また、アフォーダブルケア法に基づくメディケイドの拡大、富裕層への増税と中間層への減税を行った2011年の税制、12週間の有給家族休暇と州の最低賃金を15ドルに段階的に引き上げたこと、そして給与の公平性を実現した。2020年にはニューヨークでのCOVID-19パンデミックへの対応で世界的に注目を集めた。しかし高齢者施設での死者隠蔽疑惑と、セクシャル・ハラスメントの疑いにより弾劾調査が開始され、辞職した。
2025年のニューヨーク市長選挙で政界復帰を目指したが、民主党の予備選挙でゾーラン・マムダニ州議会議員に敗れた。

## 来歴
1957年12月6日にニューヨーク州ニューヨークのクイーンズ区に誕生する。父親は第52代ニューヨーク州知事などを務めたイタリア系アメリカ人のマリオ・クオモである。CNNなどでニュースアンカーを務めたテレビジャーナリストのクリス・クオモを弟に持つ。また前妻であるケリー・ケネディ（1990年結婚・2005年離婚）はロバート・ケネディの娘（ジョン・F・ケネディの姪、キャロライン・ケネディの従妹）である。前妻との間に3人の子供がいる。
1975年にニューヨーク・クイーンズにある私立のアーチビショップ・モリー高校を卒業後、フォーダム大学へ進学し、1979年に学士号を得て卒業する。その後はオールバニ・ロー・スクールに進学し、法務博士を取得する
。
1982年に父親のマリオ・クオモがニューヨーク州知事選挙に立候補した時には選挙対策委員の一員として精力的に活動し、父親が知事に当選した後も断続的に補佐を行った。1980年代から1990年代にかけてマリオが積極的に推進していたニューヨークのホームレスらのための住宅供給政策に呼応してアンドリューはNPO団体である『Housing Enterprise for the Less Privileged（HELP）、（特権なき住宅供給事業）』を創設した。
デイヴィッド・ディンキンズ市長の行政時代に、彼はニューヨーク市の住宅問題に対応するために招集されたホームレス・コミッションの議長に就任している。

## 政治家としての活動

### クリントン政権時代
1993年にビル・クリントン政権においてアメリカ合衆国住宅都市開発局（Housing and Urban Development（HUD））のメンバーに選ばれる。1997年1月29日に当時のアメリカ合衆国住宅都市開発長官ヘンリー・シスネロスが口座収支報告書の虚偽記載の疑いで起訴されたため、彼はその引き継ぎとして11代目アメリカ合衆国住宅都市開発長官に就任し、以降クリントン政権が終わる2001年1月20日まで職務を全うする。
ニューヨークで発行されているフリーペーパーである「ヴィレッジ・ヴォイス」のジャーナリストのウェイン・バレットによれば、クオモは住宅都市開発長官時代における不動産所有者への優遇策が現在のサブプライムローン問題を招く要因を作ったとしている。

### ニューヨーク州知事
2011年6月には州議会が可決した同性結婚を認める法案に署名した。2019年には大麻の所持を処罰しない法律に署名し、オンラインのスポーツ賭博と娯楽用大麻の合法化についても意欲を見せている。

### COVID-19への初期の対応
2020年3月1日にはニューヨーク州での新型コロナウイルスに関する声明を発表し、ニューヨーク州での新型コロナウイルスの初の陽性例に言及した。2020年3月2日、クオモは、新型コロナウイルスのコミュニティ感染は「避けられない」と述べた。 また、クオモは、ニューヨーク市が新型コロナウイルスの診断検査を積極的に強化する計画に言及し、ニューヨーク市が「1日1,000件の検査」を実施することを希望すると述べた。クオモは、「世界的に有名な」ワズワースセンターが病院と提携し、新型コロナウイルスに対するサージ検査の能力を「州全体で1日1,000件の検査」に拡大することを発表した。2020年3月3日、クオモはコロナウイルス対応のための4000万ドルの緊急管理認可に署名し、「ニューヨークの全体的なリスクは依然として低い」と主張した。また、「ウイルスの潜在的な拡散を食い止めるために」、学校や公共交通機関での新たな清掃プロトコルの導入を発表した。2020年3月4日、クオモは同州で9人の新たな感染者を確認し、「文字通り空気を止めようとしているようなもの」と述べ、今後も感染が拡大することは避けられないと再確認した。
2020年3月6日、クオモはCOVID-19発生に対する米国政府の対応、具体的には検査体制の遅れが各州に影響を与えていることや財政支出が不十分であることを批判した。
2020年3月28日、クオモは、州内に流入するニューヨーカーの車を停止させて隔離を求める検疫政策を実施したロードアイランド州に抗議し、法的措置も辞さない構えを示した。また同日、トランプ大統領がニューヨーク州などで都市封鎖を検討していることについて、クオモは「アメリカ合衆国連邦政府による州への宣戦布告であり、完全封鎖は中国の武漢で行われたことで、我々は中国でも無いし、戦時中でも無い」と批判している。

#### COVID-19への対応への賞賛と批判
COVID-19パンデミックに対して、クオモは州全体のロックダウンと必要のない企業の一時閉鎖を含む政策を行い、疫学者を含む関係者から広く賞賛を受けた。しかし、他の多くの国の指導者と同様に、ニューヨークがウイルスに見舞われる前にパンデミックの重大性を把握できなかったという批判を受けた。
クオモは連日テレビ出演して会見を行ったが、彼の対応はマスメディア等で絶賛された。クオモが出演した『グッド・モーニング・アメリカ』では司会者のエイミー・ロバックが「ようこそ、危機の王様」といって出迎え、CNNのキャスタークリス・チリッツァには大統領選挙出馬も促された。また実弟でCNNのキャスターを務めるクリス・クオモも「国内最高の政治家」と称賛した。当時大統領選挙の候補であったジョー・バイデンも「彼は一種のゴールドスタンダード（the gold standard）であると思う」とその対応を賞賛した。2020年4月27日にシエナ大学が行った調査によれば、「クオモ知事の判断を信頼する」と答えた人が78％にのぼり、クオモを「好ましい」と見る人は77％にのぼった。
10月にクオモは自らの対応を示した本を出版し、ベストセラーとなった。
11月、国際テレビ芸術科学アカデミーは、110日連続で記者会見を行って新型コロナウイルスの脅威や現状を訴えた成果を評価し、クオモに国際エミー賞功労賞を授与することを決定したが、ニューヨーク州で感染が再拡大する最中での授与であったことから、ニューヨーク州共和党のラングワーシー委員長などから批判を受けた。
一方で、2021年1月までの数カ月間に、ニューヨーク州では9人の保健当局者が辞任・または退職している。ニューヨーク・タイムズによると、彼ら保健当局者が無視され、無礼に扱われたことが原因であり、それはクオモが原因であるとしている。2021年1月29日の記者会見で、クオモは、保健当局者の専門知識を信頼していないと述べている。
またプロパブリカはクオモによる閉鎖の決断が1～2週間早ければ、ニューヨーク州の死者数が半分で済んでいた可能性を指摘し、ニューヨーク州がカリフォルニア州の10倍の死者を出していることや、徹底的な隔離の遅れを批判している。

## 不祥事

### 高齢者施設におけるコロナウイルス死者数隠蔽疑惑
ニューヨーク州政府は2020年3月25日、入院中の9,000人の陽性の高齢者を養護施設や生活支援施設（ナーシングホーム）に送致する措置を開始した。さらに病床確保のため、新型コロナ感染を理由とした施設の入所拒否を禁止した。これらの施設で感染が増大するという指摘があったために送致は中断されたが、ニューヨーク州政府は養護施設や生活支援施設へ送致された人数を過小に報告しているという指摘が2020年5月頃からAP通信によって行われており、連邦司法省や州議会議員からも施設での死者数を明らかにするよう要求を受けていたが、クオモ政権は応じなかった。結局、州当局がこの過小報告を認めたのは2021年2月になってからだった。また2021年1月末の時点でこれら施設の死者は8,500人であり、2020年3月から8月の期間には6,500人が死亡したと発表されていたが、2月にはレティシア・ジェームズ州司法長官が2020年3月から8月の期間の死者は2倍以上になる可能性があるという報告書を提出した。これを受けて州政府は実際の死者は2021年1月末までの時点で1万5千人であると発表した。このためクオモは養護施設や生活支援施設での死者数を隠蔽していたと批判されている。
2月10日にはクオモ側近のメリッサ・デローザが州議会議員との電話会議で隠蔽について謝罪し、「死者数の情報が連邦政府の攻撃材料になる」ことをおそれて「凍結した」と述べたことがニューヨーク・ポストによって報じられた。クオモは2月15日の記者会見で、「できるだけ多くの情報を迅速に提供すべきだった」と謝罪したが、意図的な隠蔽は否定、「みんな忙しかった」と述べ、「死者数の修正が遅れただけ」と述べ、「言い訳はしない。責任は取る」とも語った。しかし州議会における共和党・民主党両派がクオモを批判しており、電話会議にも参加していた民主党のロン・キム議員は「クオモ氏は（議会を）裏切ろうとした。卑劣を超えている」と述べている。2月17日頃からは連邦捜査局と連邦検察官による捜査が開始されている。
また、キム議員は2月17日にの施設での死者の取り扱いを質問した後、クオモから電話でこの種の発言をするならば「お前を破滅させる」という脅迫と恫喝を行われたと述べている。クオモの報道官はこれを否定しているが、かねてからクオモと不仲で知られていたニューヨーク市長のビル・デブラシオは、「悲しいことだが、それは古典的なアンドリュー・クオモだ。ニューヨーク州の多くの人がそのような電話を受けている」と、キムの発言を支持している。
ワシントン・ポストは、メディア出演を繰り返すクオモに送致人数の過小報告について強く追求したメディアがなかったことを指摘し、メディアがクオモの隠蔽に手を貸したのではないかとしている。
クオモ辞職後の2021年8月25日、後任のキャシー・ホウクルニューヨーク州知事は、クオモ時代には死者数に算入されていなかった、自宅での死亡など約1万2000人をコロナウイルスによる死者数に組み入れることを発表した。これにより、この時点での累計死者数は約5万5000人となっている。

### セクハラ疑惑による弾劾調査の開始と辞任
2021年2月以降、6人の女性側近などがセクシャル・ハラスメントの被害を受けたとして告発しているが、クオモは否定している。ホワイトハウスのジェン・サキ報道官は調査の必要があるとコメントしている。このセクハラ疑惑と死者過小報告疑惑により、3月11日にはニューヨーク州議会がクオモの弾劾調査を開始することを発表している。8月3日にジェームズ州司法長官は現・元職員ら計11人から告発があり、クオモが連邦法、NY州法上のセクハラに該当する言動をしたと認定する調査報告書を公表した。8月5日、元側近の女性からセクハラで刑事告訴されたことが報じられた。
8月10日、記者会見にてクオモは辞任の意向を表明した。報告書について「政治的な動機に基づいたもので、真実ではない」と反論する一方で、女性に不快な思いを与えたことに関しては「深く謝罪する」と述べた。辞任発表を受け8月13日に弾劾調査の中止が発表された。在職最終日の8月23日、クオモはビデオ声明を発表し、州司法長官の報告書を、公正さに欠けると改めて批判した。彼の辞任後は、キャシー・ホウクル副知事が知事に昇格した。
10月28日には、州知事在任中の2020年12月7日に知事公邸で女性の服の中に無理やり手を入れて胸を触ったとして刑事訴追されたが、本人の弁護士は容疑を否認している。2022年1月4日、検察は裁判で犯罪としての要件を立証できないと判断し、この訴追を取り下げた。
2023年11月、元側近の女性がクオモに対して損害賠償を求めて提訴した。クオモがセクハラを否定し、女性を降格させるなど報復措置を取ったことで傷つけられたと主張している。

## 受賞歴
- 国際エミー賞功労賞（2020年）[19]
  - クオモ辞職後の2021年8月24日、国際テレビ芸術科学アカデミーは功労賞授賞取り消しを発表した[40]。

## 著書
- American Crisis: Leadership Lessons from the COVID-19 Pandemic, New York: Crown, 2020. ISBN 978-0-593-23926-1
- All Things Possible: Setbacks and Success in Politics and Life, New York: Harper, 2014. ISBN 978-0-06-230008-9
- Crossroads: The Future of American Politics, New York: Random House, 2003. ISBN 978-1400061457

## 関連書籍
- 瀬能繁『コロナ危機とニューヨーク クオモ州知事111日の闘い』（2020年、日経BP日本経済新聞出版本部） ISBN 978-4-532-35870-9